# Eir

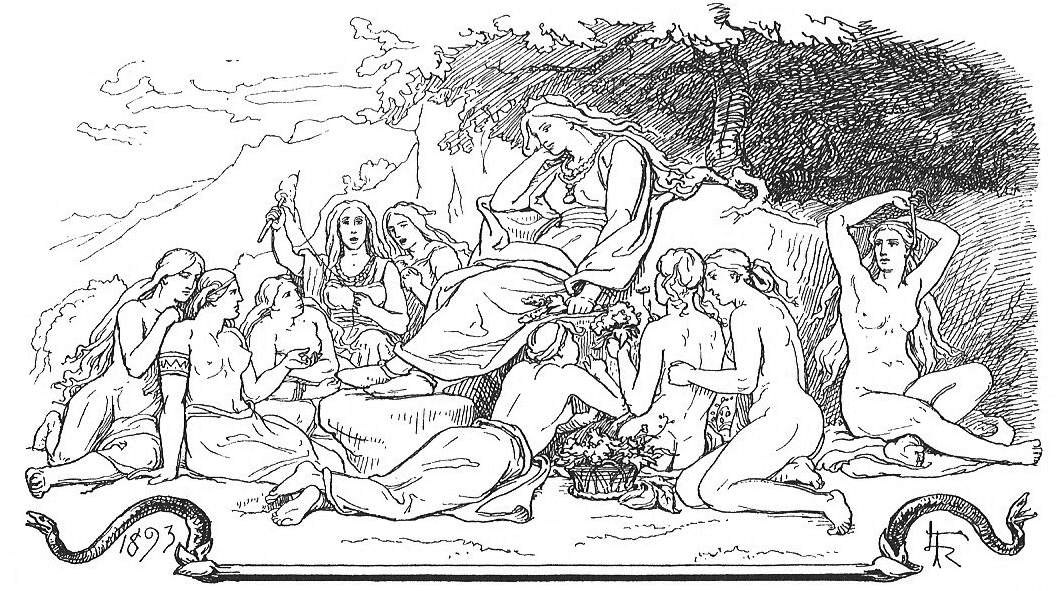
Menglöð s'asseu amb les nou donzelles, incloent-hi EIR,(1893) per Lorenz Frølich.

Eir (significa "ajuda" o "pietat") és, en la mitologia nòrdica, una Ásynjur; coneixia les propietats medicinals de les herbes i era capaç de la resurrecció. Només les dones podien aprendre l'art de la curació a Escandinàvia. Era bona amiga de Frigg. Era una de les deesses a la muntanya Lyfia ("curava amb màgia"). Es pot relacionar amb els Vanir pel fet de conèixer les propietats curatives de plantes i herbes.
És esmentada breument en les Eddas de Snorri Sturluson i en alguns kenningar.